# شو وانغ
شو وانغ (بالصينية: 许王) هو عداء مراثوني صيني، ولد في 6 ديسمبر 1990.

## وصلات خارجية
- شو وانغ على موقع الاتحاد الدولي لألعاب القوى (الإنجليزية)